# 亞布盧尼夫卡 (羅日謝區)
50°52′46″N 25°6′32″E / 50.87944°N 25.10889°E
亞布盧尼夫卡（烏克蘭語：Яблунівка），是烏克蘭的村落，位於該國西部沃倫州，由盧茨克區負責管轄，始建於1690年，面積0.08平方公里，海拔高度192米，2001年人口122，人口密度每平方公里1,564.1人。